# 王贾桥站
王贾桥站位于中华人民共和国四川省成都市金牛区中环路洞子口路段与王贾路交叉口地下，是成都地铁27号线的地铁车站，于2024年12月19日启用。

## 车站概要
王贾桥站位于金牛区沙河源街道中环路洞子口路段王贾路口东侧，沿中环路洞子口路段东西向设置。因老地名王贾桥而得名。

## 车站结构
王贾桥站为地下二层单柱双跨11米宽岛式站台车站，全长482米，宽19.9米，总建筑面积22376平方米。车站采用明挖法施工。

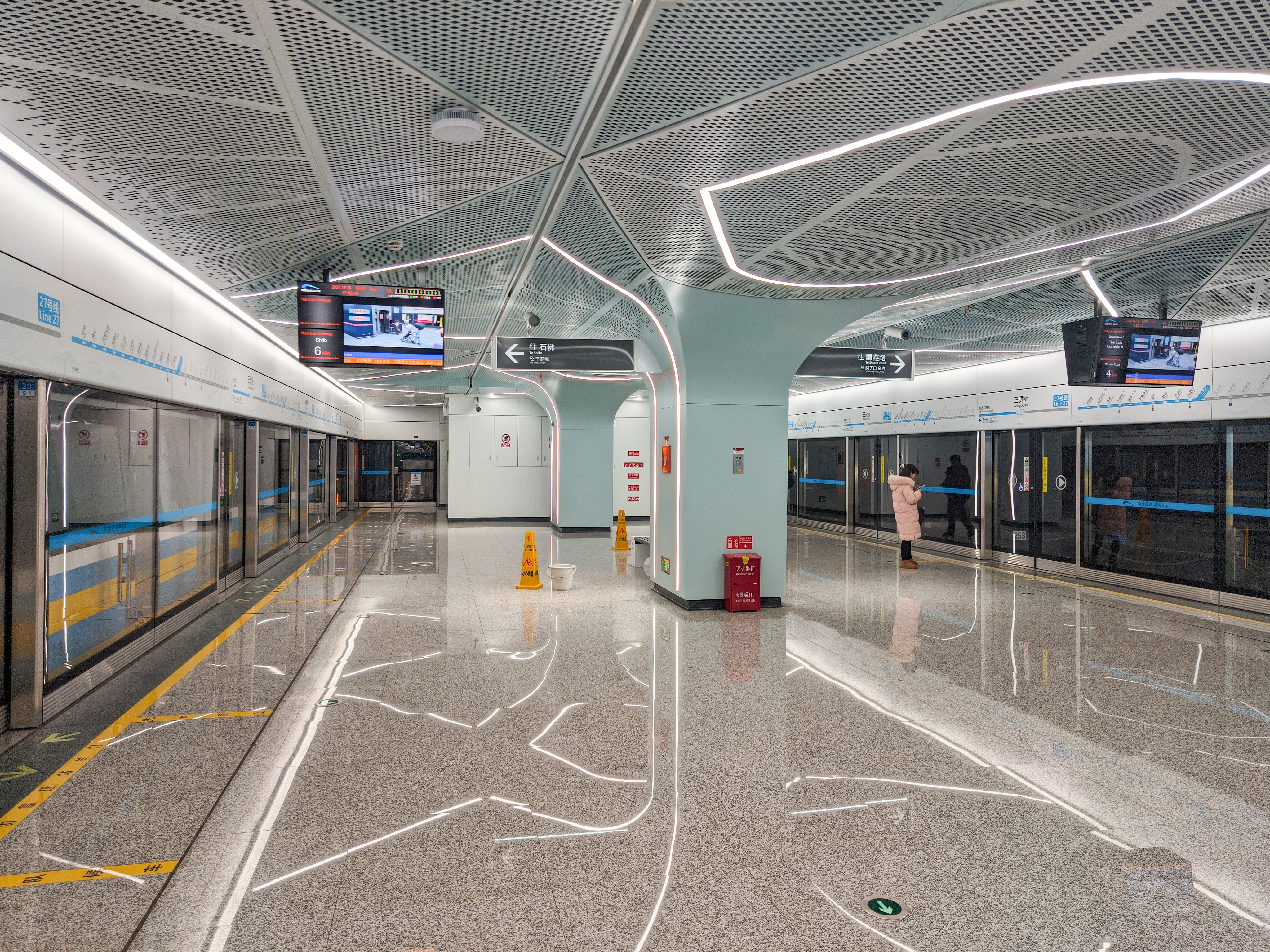
站台
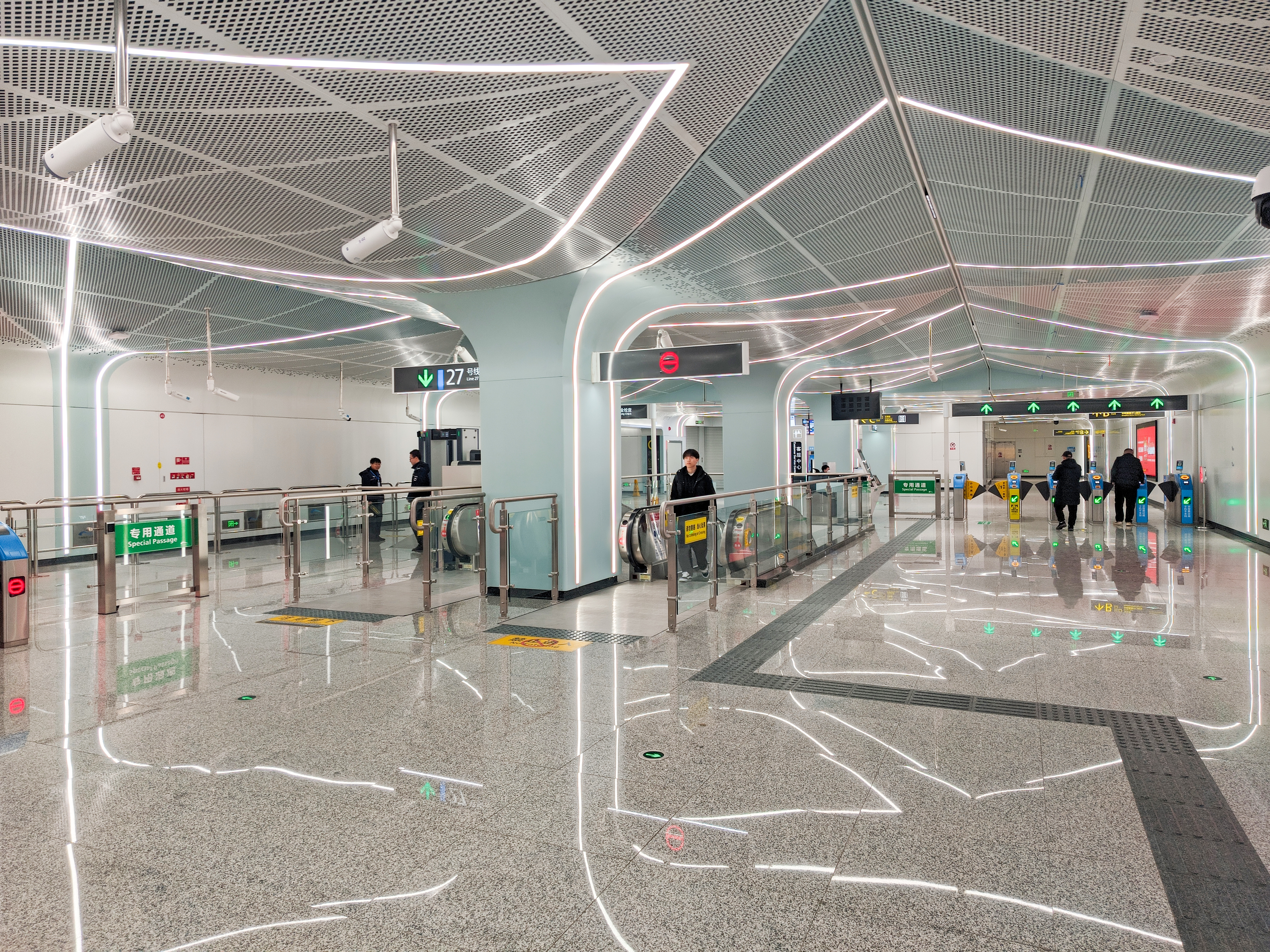
站厅

| 地面              | 0    | 出口A–D                                                                                               |
| 地下一层          | 站厅 | 自助购票 客服中心                                                                                     |
| 地下二层          | 站台 | \| \| \| 27号线往石佛（双水碾） \| \| 島式 · 開左邊车门 \| \| \| \| \| \| 27号线往蜀鑫路（洞子口） \| |
|                   |      | 27号线往石佛（双水碾）                                                                                |
| 島式 · 開左邊车门 |      | |
|                   |      | 27号线往蜀鑫路（洞子口）                                                                              |

- 站台
- 站厅

## 出入口
本站目前开放4个出入口。
|          |                                |                                              |      |
| 编号     | 设施                           | 指示                                         | 照片 |
|          | 无障碍电梯 无障碍卫生间 哺乳室 | 中环路洞子口路段、王贾路、王贾东一街         |      |
| 出口 · B |                                | 王贾路、中环路洞子口路段                     |      |
| 出口 · C | 无障碍电梯                     | 王贾路、中环路洞子口路段、凤凰西路           |      |
| 出口 · D |                                | 王贾路、中环路洞子口路段、凤凰东路、沙河公园 |      |

## 历史
- 2021年12月13日，车站主体结构施工。[7]
- 2022年7月17日，车站主体结构封顶。[5]